# 丹麥國家奧林匹克委員會及體育同盟
丹麥國家奧林匹克委員會及體育同盟（National Olympic Committee and Sports Confederation of Denmark）是丹麥的國家奧林匹克委員會和體育部門。該組織成立於1905年，是國際奧林匹克委員會和歐洲奧林匹克委員會的成員。1896年，首次派員參加在希臘雅典舉辦的第一屆現代奧運會。
現時，丹麥國家奧林匹克委員會及體育同盟的總部設在布伦比市镇，主席是Hans Natorp。

## 資料來源
1. ↑  .   [2014-05-26]. （原始内容存档于2012-07-05）.